# Alfred Rawlinson
Sir Toby Alfred Rawlinson, 3è Baronet, CMG, CBE, DSO (Mayfair, Londres, 17 de gener de 1867 – Clapham, Londres, 1 de juny de 1934) va ser un pioner de l'aviació i de les curses de cotxes, soldat, oficial d'informació i esportista anglès.

## Primers anys
Alfred era el segon fill del general major Sir Henry Creswicke Rawlinson, un soldat, diplomàtic i expert en antiguitats perses. La seva mare era Louisa Caroline Harcourt, filla del membre del Parlament pel Partit Tory per Taunton Henry Seymour. El seu germà gran, Henry Rawlinson, 1st Baron Rawlinson, arribà a General i comandà la  Batalla d'Amiens i l'Ofensiva dels cent dies que posà punt final a la Primera Guerra Mundial.
Alfred, conegut per la família i amic com a "Toby", va néixer el 17 de gener de 1867 a la casa familiar de Charles Street, Mayfair, al West End de Londres. Estudià a l'Eton College i a la Royal Military Academy Sandhurst, i en acabar fou enviat com a tinent al 17è regiment de llancers.

## Esport
El 1900 va prendre part en els Jocs Olímpics de París, on guanyà la medalla d'or en la competició de polo com a integrant de l'equip Foxhunters Hurlingham. En aquest equip també hi competien Denis St. George Daly, Foxhall Parker Keene, John Beresford i Frank MacKey.
També va ser pilot d'automobilisme, renunciant a l'exèrcit per concentrar-se en l'esport. Va participar en el RAC Tourist Trophy de 1908 a l'Illa de Man, al volant del seu Darracq, acabant en setena posició.
El 5 d'abril de 1910 fou el tercer britànic en aconseguir un certificat d'aviador del Royal Aero Club.

## França, 1914–15
El 1914 es va presentar com a voluntari per a la Guerra, on fou xofer. Posteriorment fou traslladat al Cos IV del Cos Expedicionari Britànic. Les seves gestes com a xofer foren descrites a l'obra Adventures on the Western Front August, 1914 – June, 1915 (1925). El 9 de maig de 1915 va ser ferit per un projectil alemany a la batalla d' Aubers Ridge i va tornar a Anglaterra.
El 20 de juny de 1915 va ser nomenat tinent comandant de la Royal Naval Reserve amb l'encàrrec de formar un nou esquadró de vehicles blindats. Durant l'agost de 1915 fou "convidat" pel comodor Murray Sueter a proposar millores en les armes i municions necessàries per a defensar Londres dels atacs dels Zeppelin. Al setembre va ser posat sota el comandament directe de l'Almirall Sir Percy Scott, que havia rebut l'ordre d'establir la London Air Defence Area. Rawlinson fou l'encarregat de crear una defensa antiaèria mòbil amb els homes de l'esquadró de vehicles blindats. Aquesta arma fou el nucli de la Royal Naval Anti-Aircraft Mobile Brigade sota el comandament personal de Rawlinson; i va ser emprada per primera vegada en acció contra un Zeppelin el 13 d'octubre a Moorgate a la ciutat de Londres. L'agost de 1916 la brigada es va traslladar a Norfolk, amb la intenció d'interceptar els zepelins mentre creuaven el costa. Durant aquest temps Rawlinson va estar refinant les tècniques de l'artilleria antiaèria, sent un dels pioners en la localització a través del so de les aeronaus ocultes pels núvols. El gener de 1917 la brigada es va traslladar a la costa d'Essex per contrarestar l'amenaça dels avions alemanys. Al maig de 1917 a Rawlinson se li va oferir el comandament de les defenses de Londres, amb el rang de tinent coronel.

## Cos d'informació
El gener de 1918 Rawlinson va presentar la seva renúncia per buscar un lloc més a prop de l'enemic. El febrer fou transferit al cos d'informació amb el grau de Coronel. Va fer missions al Caucas i Anatòlia oriental entre 1918 i 1922, amb l'objectiu de vigilar el ferrocarril entre Tbilissi i Bakú, i per supervisar la desmobilització de les forces turques. Lionel Dunsterville l'envià en missió a la República de la Muntanya del Nord del Caucas.
En la seva darrera missió per observar si Turquia estava obeint les condicions de l'armistici, fou fet presoner a Erzurum per les autoritats turques, situant el Govern britànic en una posició incòmoda perquè el seu germà gran era un militar d'alt rang. Finalment va ser alliberat en un intercanvi de presoners el 1921.
El seu llibre Adventures in the Near East (1923, Andrew Melrose, Londres) és una crònica de la situació durant els dies de armistici al final de la Primera Guerra Mundial.

## Família
Alfred es casa el 25 de juny de 1890 amb Margarette Kennard, sisena filla de William Bunce Greenfield. Van tenir quatre fills, tres nenes i un nen. Margarette morí el 18 de setembre de 1907 amb 49 anys.
El 13 de desembre de 1913 Alfred es tornà a casar amb Jean Isabella Griffin Aitkin, una actriu també coneguda pel seu nom artístic de Jean Aylwin . El 1924 es van divorciar.
Quan el seu germà gran, Henry, morí el 18 de març de 1925 passà a ser el 3r Baronet, però no va heretar la baronia del seu germà, que es va extingir.
Alfred Rawlinson morí de causes naturals a casa seva, a Clapham, l'1 de juny de 1934.